# レーシングバトル -C1 GRAND PRIX-
『レーシングバトル -C1 GRAND PRIX-』（レーシングバトル シーワングランプリ）は、元気より2005年5月26日に発売されたPlayStation 2用レースゲーム。
『首都高バトルシリーズ』と『街道バトルシリーズ』を組み合わせた作品で、実在する日本各地のサーキットのほか、首都高速道路と阪神高速道路も登場する。
『首都高バトル01』や『街道バトルシリーズ』同様、登場する自動車がすべてメーカー公認のもと、実際の名称で登場している。日本車のみの収録で、外国車は一切収録されていない。

## ゲームモード
クエストモード
今作のメインモード。各地のサーキットに現れるライバルを倒し、「C1グランプリ」制覇を目指すモード。
チャレンジモード
タイムアタック、DPバトル、フリーランを行えるモード。車種はクエストモードで登場させたマシンのほか、クエストモードでプレイヤーがチューンしたマシンも使用可能。
VSモード
プレイヤー同士で対戦するモード。コントローラーを2つ接続していなければならない。
リプレイシアター
クエストモード、チャレンジモード、VSモードでセーブしたリプレイデータを観覧できるモード。
オプション

## バトルシステム
SPバトル
『首都高バトル』『街道バトル』でもお馴染みの、SP（Spirit Point=精神力）を削り合うバトル。
対戦相手に先行されるか、壁や他車へ接触することでSPが減少して行き、どちらかのSPゲージが0になると勝敗がつく。
1度に3人までのライバルにバトルを申し込むことができ、同じチームに属するライバルの場合はプレイヤー1人に対して複数名とのバトルとなり、違うチームに属するライバルの場合は1回目のバトル終了後に別のチームのライバルと戦う、連続バトルになる。

首都高バトルや街道バトルは、コース両サイドが壁になっているので、コースアウトすることは無かったが、レーシングバトルでは、鈴鹿サーキット、TIサーキット(岡山国際サーキット)、筑波サーキット、日光サーキットの4コースはコースアウトの概念があり、これらのコースではコースアウト中は常にSPが減少することになる。

ゲーム内に登場するスーパーオートバックスでは、プレイヤーSPの強化や、相手方SPをさらに減少させるアイテムが売られている。
DPバトル
一定区間内でドリフト走行を行い加算されるDP（Drift Point）を競うバトル。ライバルごとに設定された目標値より多く稼ぐと勝利となる。
『街道バトルシリーズ』のCAバトルと基本的なシステムは同一だが、区間内で失敗してもそれまでに獲得したポイントは剥奪されない、区間内で停止・スピンした場合は失敗扱いとなる、といった変更点がある。
ゲーム内に登場するスーパーオートバックスではDPポイントの獲得値をさらに増やすアイテムなどが売られている。
ツインドリフト
一部のライバルは、DPバトルにおいてツインドリフトを要求してくる。
プレイヤーが先行・ライバルが後追いの状態でDPバトルを展開し、両者の接近状態によって獲得ポイントがさらに増加する。1バトルにつき2回行われ、1回目が終わるとポジションを入れ替え2回目が始まる。
ツインドリフトの場合、目標ポイントは2回の走行で獲得する事を想定して設定されているため、1回目終了時点で目標値を上回っていなくとも2回目に進むことは可能である。
RPバトル
5台のライバルカーとグリッドスタートし、規定の周回数を走行するスプリントレース。
このバトルではプレイヤーにRPポイント（Racing Penalty Point）が設定されており、他車や壁への衝突、コースアウト、逆走によってポイントが減少する。
RPポイント初期状態で100PTS所持しており、50PTSを下回るとピットストップペナルティが課され、自動的にピットへ誘導される。RPポイントが100に回復するまで待機しなければならないが、ピット作業は一切行われない。また、RPポイントが0PTSになると強制リタイアとなる。
ゲーム内に登場するスーパーオートバックスでは、RPポイントを減りにくくするアイテムが売られている。

## ゲームシステム
人気ポイント(NP)
プレイヤーの人気度を示すポイント。NP値が上昇するとレースの観客が増える、スペシャルイベントが解禁される、車種が解禁されるといったメリットがある。
上昇する条件はドリフトを決める、ファステストラップをマークする、など。下降する条件はコースアウト、接触、逆走、など。
天候の変化
大きく変わるところでは晴れと雨だが、中間の曇天も存在する。路面のコンディションも天候によって変化し、晴天時はDRY、雨天時はWETで固定だが、曇天のみDRYとWETの2パターンが存在する。
ボディペイント
『首都高バトル01』で登場したボディペイントがパワーアップ。左スティックに加え、新たに方向キーも使えるようになり、細かな微調整が可能になった。また別売りのEyeToyをつなぐことで、撮影した写真をそのままボディペイントに取り込む事も可能。

## 本作品に登場するコース
フィールド1
- 首都高サーキット（外）
- 筑波サーキット
- 鈴鹿サーキット（東）

フィールド2
- 大阪環状サーキット
- TIサーキット英田（現:岡山国際サーキット）
- 鈴鹿サーキット（西）

フィールド3
- 首都高サーキット（内）
- 日光サーキット
- 鈴鹿サーキット

## 登場する車種
NISSAN
- 180SX TYPE X
- SKYLINE GT-R VspecII R32
- SKYLINE GT-R Vspec R33
- SKYLINE GT-R VspecII R34
- SILVIA specR AERO S15
- SILVIA K's S14
- SILVIA K's S13
- SKYLINE COUPE 350GT
- FAIRLADY Z Version ST
- ELGRAND Highway STAR
- MARCH 14e
- CUBE EX

MITSUBISHI
- LANCER EVOLUTION VIII GSR
- LANCER EVOLUTION VII GSR
- LANCER EVOLUTION VI GSR
- LANCER EVOLUTION V GSR
- FTO GP Version R[注 3]
- eK SPORT R

MAZDA
- RX-7 Type RZ
- RX-7 INFINI III
- ROADSTER RS
- ROADSTER S SPECIAL TYPE2
- ATENZA SPORT 23Z
- RX-8 Type S
- AXELA Sport 23S

TOYOTA
- SUPRA RZ
- SPRINTER TRUENO GT APEX
- COROLLA LEVIN GT APEX
- CELICA SS-II SUPER STRUT PACKAGE
- CELICA GT-FOUR
- MR-S S EDITION
- CHASER TOURER V
- MR2 GT
- MR2 G Super Charger
- ALTEZZA RS200 L EDITION
- NOAH L G Selection
- ist 1.5S L EDITION
- ESTIMA T AERAS S
- Vitz RS
- WISH 2.0Z
- bB 1.5Z X Version

SUBARU
- LEGACY B4 GT
- LEGACY B4 RSK
- LEGACY TOURING WAGON GT-B E-TuneII
- IMPREZA WRX STi Type RA SpecC
- IMPREZA WRX STi VersionVI
- LEGACY TOURING WAGON GT SpecB
- IMPREZA WRX STi SpecC
- IMPREZA SportsWagon WRX

SUZUKI
- WAGON R RR-D1
- CAPPUCCINO
- CARRY KA

DAIHATSU
- COPEN Active Top
- MOVE CUSTOM RS Limited

HONDA
- BEAT
- CIVIC TYPE R EK9
- CIVIC TYPE R EP3
- INTEGRA TYPE R DC2
- INTEGRA TYPE R DC5
- Fit 1.5T
- CR-X SiR
- ACCORD Euro R CL1
- ACCORD Euro R CL7
- Stream Absolute
- STEP WGN G S-Package
- Odyssey Absolute
- S2000
- NSX-R NA1
- NSX-R NA2
- NSX-R Type S Zero
- LIFE D TURBO

SPECIAL
実在するチューニングカーメーカーのデモカー。
- HKS CT9A TRB-02
- M SPEED BNR34
- SUNAUTO CYBER EVO
- JUN HYPER LEMON EVO V
- JUN HYPER LEMON GDB
- RE AMEMIYA super-G
- RE AMEMIYA GReddy9
- Mine's BNR34 GT-R N1 base
- ALPINE ALTEZZA
- Sun Line Auto S15
- Sequential FireS15
- MCR BNR34
- Ridox Fact JZA80
- NOB S15 SILVIA
- HKS GENKI IS220R
- A'PEX D1 PROJECT FD3S
- BLITZ ER34 D1 SPL
- HKS S15 HIPER SILVIA
- C-WEST S2000 PROTO TYPE
- SAB SUPER STREET RX-8
- RS-R S15
- GENKI S2000
- AQUA NSX NA2
- ALPINE NSX NA2
- AQUA NSX NA2 Version2

CUSTOM
ゲームオリジナル及び自動車雑誌のデモカー。
- DEVIL'S Z
- JINTEI
- RED DEVIL
- GENKI ODYSSEY
- UDON CUSTOM
- Ebihata SUPRA
- ALTEZZA RACE CAR
- CUBE LIMOUSINE
- Z33 Rally Style
- NA8C DRAG STAR
- R32 GT-R RACE CAR
- HYPER CARRY
- CIVIC RACING
- REV SPEED 180SX
- OPTION2 S15
- Young Version FD3S
- Honda Style S2000
- OPTION WAGON
- R32 RACING
- RX-8 RACING
- SIX STAR MAGAGINE BE5